# Séverine Caneele
Séverine Caneele sinh ngày 10.5.1974 là nữ diễn viên điện ảnh người Bỉ. Chị đã đoạt Giải cho nữ diễn viên xuất sắc nhất tại Liên hoan phim Cannes 1999 cho vai diễn trong phim L'humanité.

## Danh mục phim
- L'humanité (1999)
- Une part du ciel (2002)
- Quand la mer monte... (2004)
- Holy Lola (2004)